# Liste naturhistorischer Museen
Aufgeführt werden Naturkundemuseen (oder Museen für Naturgeschichte), die über Spezialsammlungen hinausgehen.

## Afrika

### Namibia
- Geowissenschaftliches Nationalmuseum, Windhoek

### Mosambik
- Museu de História Natural de Moçambique, Maputo

### Südafrika
- Amathole-Museum in King William’s Town
- Ditsong National Museum of Natural History, Pretoria
- East London Museum in East London
- Iziko South African Museum, Kapstadt
- Natural Sciences Museum im Albany Museum Complex

### Seychellen
- Seychelles Natural History Museum, Victoria

## Amerika

### Argentinien
- Museo Argentino de Ciencias Naturales Bernardino Rivadavia
- Museo de La Plata

### Chile
- Nationalmuseum für Naturgeschichte, Santiago de Chile
- Naturkundemuseum (Concepción)
- Naturkundemuseum (Valparaíso)

### Kanada
- Canadian Museum of Nature
- Kluane Museum of Natural History, Burwash Landing
- Nova Scotia Museum of Natural History, Halifax
- Royal Alberta Museum
- Royal Ontario Museum

### Kuba
- Museo Nacional de Historia Natural Cubana, Havanna

### Peru
- Museo de Historia Natural - Universidad Nacional Mayor de San Marcos, Lima

### USA
- Academy of Natural Sciences in Philadelphia
- American Museum of Natural History in New York City
- Burke Museum of Natural History and Culture in Seattle
- Carnegie Museum of Natural History in Pittsburgh
- Cleveland Museum of Natural History in Cleveland
- Fernbank Museum of Natural History in Atlanta
- Field Museum of Natural History in Chicago
- Natural History Museum of Los Angeles County, Los Angeles
- Museum of the Rockies
- National Museum of Natural History, Smithsonian Institution, in Washington D.C.
- Peabody Museum of Natural History at Yale University in New Haven
- San Diego Natural History Museum in San Diego
- Santa Barbara Museum of Natural History in Santa Barbara
- Slater Museum of Natural History in Tacoma
- Utah Museum of Natural History in Salt Lake City

### Venezuela
- Museo de Ciencias Naturales in Caracas

## Asien

### Volksrepublik China
- Anhui-Museum, Hefei
- Naturhistorisches Museum Shanghai
- Naturkundemuseum Zhejiang, Hangzhou
- Naturkundemuseum Tianjin

### Indien
- National Museum of Natural History (Neu-Delhi)

### Japan
- Osaka Museum of Natural History in Osaka

### Taiwan
- Taiwan-Nationalmuseum

### Pakistan
- Pakistan Museum of Natural History, Islamabad

## Australien und Ozeanien

### Australien
- Melbourne Museum, Melbourne
- South Australian Museum, Adelaide.

### Neuseeland
- Canterbury Museum, Christchurch

## Europa

### Belgien
- De Nachtegaal, De Panne
- Museum für Naturwissenschaften, Brüssel

### Dänemark
- Statens Naturhistoriske Museum in Kopenhagen
- Zoologisches Museum Kopenhagen
- Naturhistorisches Museum Gram in Gram

### Deutschland
- Naturmuseum (Augsburg)
- Naturwissenschaftliches Museum im  Schönborner Hof (Aschaffenburg)
- Pfalzmuseum für Naturkunde (Bad Dürkheim)
- Natureum Niederelbe (Balje)
- Bachmann-Museum (Bremervörde)
- Naturkunde-Museum (Bamberg)
- Museum für Naturkunde (Berlin)
- Naturkunde-Museum (Bielefeld)
- Museum Koenig (Bonn)
- Museum für Ur- und Ortsgeschichte, Quadrat Bottrop
- Naturhistorisches Museum (Braunschweig)
- Museum für Naturkunde (Chemnitz)
- Naturkundemuseum (Coburg)
- Hessisches Landesmuseum → Naturhistorische Sammlung (Darmstadt)
- Museum für Naturkunde und Vorgeschichte (Dessau-Roßlau)
- Museum für Naturkunde (Dortmund)
- Staatliche Naturhistorische Sammlungen (Dresden)
- Löbbecke Museum + Aquazoo (Düsseldorf)
- Naturkundemuseum (Erfurt)
- Museum Terra Triassica (Euerdorf)
- Naturwissenschaftliches Museum (Flensburg)
- Eiszeit-Haus (Flensburg)
- Senckenberg Naturmuseum (Frankfurt am Main)
- Museum Natur und Mensch (Freiburg im Breisgau)
- Museum für Naturkunde (Gera)
- Naturkundemuseum (Gerolstein)
- Senckenberg Museum für Naturkunde (Görlitz)
- Haus der Natur Cismar (Grömitz)
- Centrum für Naturkunde (Hamburg)
  - Zoologisches Museum
  - Geologisch-Paläontologisches Museum
  - Mineralogisches Museum
- Niedersächsisches Landesmuseum (Hannover)
- Staatliches Museum für Naturkunde (Karlsruhe)
- Naturkundemuseum im Ottoneum (Kassel)
- Zoologisches Museum (Kiel)
- Naturkundemuseum Leipzig (Leipzig)
- Museum für Natur und Umwelt (Lübeck)
- Eiszeitmuseum (Lütjenburg)
- Museum für Naturkunde (Magdeburg)
- Naturhistorisches Museum (Mainz)
- Museum Mensch und Natur (München)
- LWL-Museum für Naturkunde (Münster)
- Naturzentrum Eifel (Nettersheim)
- Naturkundemuseum Niebüll (Niebüll)
- Naturhistorisches Museum (Nürnberg)
- Landesmuseum Natur und Mensch (Oldenburg)
- Museum am Schölerberg (Osnabrück)
- Naturkundemuseum (Reutlingen)
- Natur-Schatzkammer Neuheide (Ribnitz-Damgarten)
- Naturhistorisches Museum (Schleusingen)
- Südostbayerisches Naturkunde- und Mammut-Museum (Siegsdorf)
- Deutsches Meeresmuseum (Stralsund)

- Ozeaneum Stralsund
- Natureum Darßer Ort

- Staatliches Museum für Naturkunde (Stuttgart)

- Museum am Löwentor (Museum für Paläontologie und Geologie)
- Museum Schloss Rosenstein (Museum für Biologie)

- Museum Wiesbaden → Naturhistorische Sammlungen (Wiesbaden)
- Museum der städtischen Sammlungen im Zeughaus → Julius-Riemer-Sammlung (Lutherstadt Wittenberg)
- ehemaliges Fuhlrott-Museum (Wuppertal; geschlossen, die Sammlung aufgelöst)

### Frankreich
- Musée d’histoire naturelle de Lille, in Lille
- Muséum d’histoire naturelle de Nantes, in Nantes
- Muséum national d’histoire naturelle, in Paris
- Muséum d’histoire naturelle de Perpignan, in Perpignan

### Griechenland
- Museum der Naturgeschichte der Ägäis
- Aquarium Rhodos

### Großbritannien
- Natural History Museum in London (England)
- Oxford University Museum of Natural History in Oxford (England)
- Natural History Museum at Tring in Tring (England)
- Royal Museum in Edinburgh (Schottland)

### Italien
- Museo di storia naturale Giacomo Doria
- Museo di Storia Naturale (Florenz)
- Museo di Storia Naturale (Triest)
- Museo di Storia Naturale (Venedig)
- Museo Civico di Storia Naturale di Milano
- Museo Civico di Storia Naturale di Verona

### Kroatien
- Kroatisches Naturkunde-Museum in Zagreb
- Naturwissenschaftliches Museum Metković
- Naturwissenschaftliches Museum Rijeka
- Naturwissenschaftliches Museum Split

### Lettland
- Lettisches Nationalmuseum für Naturkunde, Riga

### Niederlande
- Naturalis in Leiden
- Natuurhistorisch Museum Rotterdam in Rotterdam

### Norwegen
- Naturhistorisk Museum in Oslo

### Österreich
- Naturhistorisches Museum Stift Admont
- Haus der Natur Salzburg
- Naturhistorisches Museum Wien

### Polen
- Evolutionsmuseum Warschau

### Portugal
- Museu Oceanográfico „Prof. Luiz Saldanha“ do Portinho da Arrábida, Azeitão
- Museu Botânico da Escola Superior Agrária de Beja, Beja
- Museu da Ciência da Universidade de Coimbra, Coimbra
- Museu de História Natural do Funchal, Funchal
- Museu Nacional de História Natural e da Ciência, Lissabon
- Museu Geológico - Laboratório Nacional de Energia e Geologia, Lissabon
- Museu Maynense da Academia das Ciências de Lisboa, Lissabon
- Museu da Lourinhã, Lourinhã
- Museu Aquário Vasco da Gama, Oeiras
- Museu Carlos Machado, Ponta Delgada
- Museu de História Natural e da Ciência da Universidade do Porto, Porto
- Museu de História Natural de Sintra, Sintra
- Museu de Geologia „Fernando Real“ da Universidade de Trás-os-Montes e Alto Douro, Vila Real

### Rumänien
- Muzeul Național de Istorie Naturală Grigore Antipa, Bukarest
- Muzeul Țării Crișurilor, Oradea

### Russland
- Mineralogisches Museum, benannt nach A. J. Fersman, Moskau
- Zoologisches Museum Sankt Petersburg, St. Petersburg
- Zoologisches Museum der Staatlichen Universität Moskau, Moskau

### Schweiz
- Bündner Naturmuseum
- Naturama Aarau
- Naturhistorisches Museum Basel
- Naturhistorisches Museum Bern
- Naturhistorisches Museum Freiburg in der Schweiz
- Natur-Museum Luzern
- Naturmuseum St. Gallen
- Naturmuseum Winterthur
- Naturmuseum Solothurn
- Zoologisches Museum Zürich

### Schweden
- Biologisches Museum, Stockholm
- Göteborgs Naturhistoriska Museum in Göteborg
- Naturhistoriska riksmuseet in Stockholm
- Naturum Sommen, Ydre

### Serbien
- Naturkundemuseum Belgrad in Belgrad

### Slowenien
- Slowenisches Museum für Naturgeschichte, Ljubljana

### Spanien
- Museo Nacional de Ciencias Naturales, Madrid

### Ukraine
- Nationales Museum der Naturwissenschaften der Ukraine, Kiew

### Ungarn
- Ungarisches Naturwissenschaftliches Museum in Budapest